# Wanblee
Wanblee (Lakota: Waŋblí Hoȟpi; 'Niu de l'àguila daurada') és una concentració de població designada pel cens dels Estats Units a l'estat de Dakota del Sud. Segons el cens del 2000 tenia 641 habitants.

## Demografia
Segons el cens del 2000, Wanblee tenia 641 habitants, 132 habitatges, i 107 famílies. La densitat de població era de 111 habitants per km².
Dels 132 habitatges en un 50,8% hi vivien nens de menys de 18 anys, en un 32,6% hi vivien parelles casades, en un 35,6% dones solteres, i en un 18,9% no eren unitats familiars. En el 18,2% dels habitatges hi vivien persones soles el 6,8% de les quals corresponia a persones de 65 anys o més que vivien soles. El nombre mitjà de persones vivint en cada habitatge era de 4,86 i el nombre mitjà de persones que vivien en cada família era de 5,35.
Per edats la població es repartia de la següent manera: un 47,6% tenia menys de 18 anys, un 12,5% entre 18 i 24, un 21,8% entre 25 i 44, un 13,4% de 45 a 60 i un 4,7% 65 anys o més.
L'edat mediana era de 19 anys. Per cada 100 dones de 18 o més anys hi havia 96,5 homes.
La renda mediana per habitatge era de 14.286 $ i la renda mediana per família de 14.844 $. Els homes tenien una renda mediana de 18.750 $ mentre que les dones 17.917 $. La renda per capita de la població era de 4.584 $. Entorn del 68,9% de les famílies i el 72,3% de la població estaven per davall del llindar de pobresa.

## Poblacions més properes
El següent diagrama mostra les poblacions més properes.